# Поллак Олександр Олександрович
Олександр Олександрович Поллак (нар. 24 травня 1944, Берегсас, Словаччина) — радянський футболіст угорського походження, захисник.

## Життєпис

### Ранні роки
Олександр Поллак народився 24 травня 1944 року в місті Берегсас (Словаччина) в сім'ї етнічних угорців. З дитинства не володів ні українською, ні російською мовами. Навчався в угорській школі рідного міста. У 15-річному віці пішов працювати на меблевий комбінат, де й почав виступати за футбольну команду цього підприємства («Меблевик» з Берегового). Спочатку грав у чемпіонаті Закарпатської області, в 1960 році отримав запрошення від київського «Динамо», тренувався з дублем, проте злякався конкуренції й повернувся до Закарпаття. Проте надовго в рідному краї не затримався й у 1962 році на запрошення Абрама Лермана перейшов до клубу другої ліги чемпіонату СРСР «Колгоспник» (Черкаси).

### Бєлгород та Миколаїв
У 1964 році перейшов до іншого друголігового клубу, «Спартак» (Белгород). У своєму дебютному сезоні в белгородському клубі відзначився 2-ма голами. Наступного сезону відіграв за «Спартак» у другій лізі 29 матчів та 3 матчі в кубку СРСР.
У 1966 році на запрошення Абрама Лермана перейшов до першолігового миколаївського «Суднобудівника». Того сезону зіграв 4 матчі в чемпіонаті СРСР. Проте вже в 1967 році став ключовим гравцем «корабелів», зіграв у чемпіонаті СРСР 29 матчів та відзначився 1 голом, ще 1 поєдинок провів у кубку СРСР. Після зіграного матчу проти «Шахтаря» отримав запрошення від донецького клубу.

### Шахтар, Суднобудівник та Металург
У 1968 році перейшов на запрошення Олега Ошенкова до складу гірників. У своєму дебютному сезоні в складі донецького клубу, який виступав у вищій лізі чемпіонату СРСР, зіграв 32 матчі чемпіонату та 4 поєдинки кубку СРСР. У тому році його партнерами по команді був Олег Базилевич та Валерій Лобановський. Наступного сезону також був міцним гравцем основи, зіграв 30 матчів чемпіонату та 1 матч кубку СРСР. Проте вже в 1970 році втратив своє місце в основі, зігравши лише в 7-ми матчах чемпіонату. У період виступів за донецький клуб викликався до табору збірної СРСР, але через травму не зміг зіграти жодного поєдинку.
У 1970 році повертається до Миколаєва, де зіграв лише 5 матчів. Потім перейшов у «Карпати», проте головний тренер «зелено-білих» Ернест Юст не бачив Олександра в команді. Тому в 1970 році за порадою Володимира Салькова переходить до ждановського «Азовця». У футболці ждановського клубу в чемпіонаті СРСР зіграв 57 матчів.

### Говерла та Металіст
У 1971 році повертається на Закарпаття, де виступає за однойменну команду, яку на той част тренував Дезидерій Товт. Того року у складі ужгородського клубу в чемпіонаті СРСР зіграв 18 матчів та відзначився 1 голом. В 1972 року став ключовим гравцем команди, зігравши у 42 матчах (7 голів).
1973 року перейшов до харківського «Металіста», який тренував Юрій Войнов. У своєму дебютному сезоні в харківській команді зіграв у чемпіонаті СРСР 36 матчів (1 гол), ще 4 поєдинки провів у кубку СРСР. Завдяки впевненій та надійній грі наступного сезону був обраний капітаном, в цьому статусі зіграв 29 матчів. У 1975 році зіграв 32 матчі в чемпіонаті СРСР та 2 — у кубку. У 1976 році грав дуже мало (13 матчів у чемпіонаті та 1 у кубку СРСР), через конфлікт з Адольфом Полоскіним 32-річний Поллак був відрахований з команди й по завершенні сезону вирішив закінчити кар'єру футболіста.

### По завершенні кар'єри
По завершенні кар'єри залишився проживати в Харкові. Через конфлікт зі спортивними чиновниками тривалий час не міг займатися тренерською діяльністю, тому почав працювати за робітничею спеціальністю, згодом розпочав тренувати дітей.

## Особисте життя
Розлучений, дружина професійно займалася волейболом. Має двох синів, Ондраша та Міклоша. Обидва з ранніх років займалися футболом, але професіональними гравцями не стали. З 1972 року проживає в Харкові. Працював у харківському спортзалі «Турбоатому», останні роки — не працює.
Вболіває за «Металіст» та «Шахтар».